# NGC 7625
NGC 7625 (другие обозначения — PGC 71133, UGC 12529, IRAS23179+1657, MCG 3-59-38, 3ZW 102, ZWG 454.43, VV 280, KUG 2317+169, PRC D-45, ARP 212) — спиральная галактика (Sa) с предполагаемым полярным кольцом. Находится в созвездии Пегас.
Этот объект входит в число перечисленных в оригинальной редакции «Нового общего каталога».
Галактика исследована фотометрически и спектроскопически в работе.